# 雪嶋直樹
雪嶋 直樹（ゆきしま なおき、1978年10月12日 - ）は、日本の俳優。出身地は静岡県。血液型はA型。

## 出演作品

### テレビ
- ディビジョン1「彼氏宣誓!!」（2005年、フジテレビ）
- トップキャスター（2005年、フジテレビ）
- 花嫁は厄年ッ!（2006年、TBS）
- LIAR GAME（2007年、フジテレビ) - 菅原裕二 役

### 映画
- アオグラ AOGRA（2006年）- オト 役
- パッチギ! LOVE&PEACE (2007年）